# Морган, Пирс
Пирс Морган (англ. Piers Morgan, настоящее имя — Пирс Стефан О’Мира (англ. Piers Stefan O'Meara); род. 30 марта 1965 года, Гилфорд, Великобритания) — британский журналист и телеведущий. В настоящее время работает в США.

## Карьера
Работает в газете для детей First News, где является главным редактором. С 17 января 2011 года ведёт телепередачу Piers Morgan Tonight на канале CNN, заменившую «Шоу Ларри Кинга» после выхода последнего на пенсию.
На протяжении многих лет Морган был судьёй на телепроектах  Britain’s Got Talent  и  America’s Got Talent. С 2014 по 2021 годы являлся главным ведущим программы Good Morning Britain вместе с Сюзанной Рид.
Морган также является победителем  Celebrity Apprentice.
В Великобритании работал журналистом и редактором нескольких газет, включая The Sun, News of the World и The Daily Mirror. Написал восемь книг, в том числе три тома мемуаров.
Является ярым болельщиком футбольного клуба «Арсенал» из Лондона, хотя с 2015 года активно его критикует.